# Världsmästerskapet i schack 2006
Världsmästerskapet i schack 2006 var en titelmatch mellan den klassiske världsmästaren Vladimir Kramnik och FIDE:s världsmästare Veselin Topalov. Det var en "återföreningsmatch" för att ena VM-titeln som varit splittrad sedan 1993. Matchen spelades i Elista mellan den 23 september och 13 oktober 2006 och slutade med en seger för Kramnik som därigenom blev oomstridd världsmästare.

## Bakgrund
VM-titeln hade varit splittrad sedan Garry Kasparov och Nigel Short bröt med FIDE inför VM-matchen 1993 och anordnade den i egen regi. Under den tiden fanns det både en ”klassisk” världsmästare, det vill säga Kasparov och senare Kramnik, och en ”FIDE-världsmästare”, det vill säga segrarna i de matcher och VM-turneringar som FIDE anordnade mellan 1996 och 2005.
De flesta schackspelare såg Kramnik som den rättmätige arvtagaren till VM-titeln.
Efter att Topalov segrat i den senaste VM-turneringen i San Luis 2005 så lyckades FIDE få till stånd en match 2006 för att återförena titeln.

## Regler
Titelmatchen spelades över tolv partier. I varje parti hade spelarna 120 minuter på sig att göra sina första 40 drag och fick därefter ett tillägg på 60 minuter. När en spelare hade gjort sina första 60 drag fick denne ett tillägg på 15 minuter, och ett bonustillägg på 30 sekunder för varje ytterligare drag som gjordes.
Om matchen var oavgjord efter de första tolv partierna så spelades fyra partier snabbschack. Om det var oavgjort även efter dessa så spelades två partier blixtschack. Om det fortfarande var oavgjort så avgjordes matchen i ett parti armageddon.

## Resultat
| Namn             | Rating | Ordinarie partier | Ordinarie partier | Ordinarie partier | Ordinarie partier | Ordinarie partier | Ordinarie partier | Ordinarie partier | Ordinarie partier | Ordinarie partier | Ordinarie partier | Ordinarie partier | Ordinarie partier | Tiebreak | Tiebreak | Tiebreak | Tiebreak | Poäng  |
| Namn             | Rating | 1                 | 2                 | 3                 | 4                 | 5                 | 6                 | 7                 | 8                 | 9                 | 10                | 11                | 12                | 13       | 14       | 15       | 16       | Poäng  |
| ---------------- | ------ | ----------------- | ----------------- | ----------------- | ----------------- | ----------------- | ----------------- | ----------------- | ----------------- | ----------------- | ----------------- | ----------------- | ----------------- | -------- | -------- | -------- | -------- | ------ |
| Vladimir Kramnik | 2743   | 1                 | 1                 | ½                 | ½                 | 0*                | ½                 | ½                 | 0                 | 0                 | 1                 | ½                 | ½                 | ½        | 1        | 0        | 1        | 6 (2½) |
| Veselin Topalov  | 2813   | 0                 | 0                 | ½                 | ½                 | 1*                | ½                 | ½                 | 1                 | 1                 | 0                 | ½                 | ½                 | ½        | 0        | 1        | 0        | 6 (1½) |

* Kramnik uteblev från det femte partiet på grund av anklagelserna om fusk (se nedan).

## Anklagelser om fusk
Matchen skuggades av anklagelser om fusk som har blivit kända som "toiletgate". Kramnik tog en tidig ledning i matchen med vinst i de två första partierna. Efter det fjärde partiet skickade Topalovs ledare Silvio Danailov ett brev till arrangörerna där han klagade på Kramniks frekventa toalettbesök. Till skillnad från de angränsande vilorummen var inte toaletterna videoövervakade och Danailov antydde att Kramnik fuskade med hjälp av en dator.
FIDE beslutade att stänga de privata toaletterna och i stället öppna en gemensam toalett.
Kramnik protesterade mot detta och hävdade att det bröt mot villkoren för matchen och att det inte fanns några belägg för han använde toalettbesöken för att fuska. Han krävde också att medlemmarna i den kommitté som hanterade protester skulle bytas ut.
Detta ledde till att Kramnik uteblev från det femte partiet som Topalov förklarades ha vunnit.
FIDE:s president Kirsan Iljumzjinov steg då in för att medla mellan spelarna. Det resulterade i en överenskommelse där de privata toaletterna öppnades igen, ledamöterna i kommittén byttes ut, och där Kramniks förlust i det femte partiet kvarstod. Kramnik gick med på att fortsätta matchen men han gjorde det under protest och han accepterade inte resultatet i femte partiet.
Under den fortsatta matchen anklagade Danailov på nytt Kramnik för att fuska och menade att han ofta valde samma drag som datorprogram.
Andra som har analyserat partierna har inte hittat några konstigheter.
Den bulgariska delegationens uppträdande gjorde den mycket impopulär bland många schackspelare. Ett stort antal stormästare, inklusive tidigare världsmästare som Anatolij Karpov och Boris Spasskij, och senare världsmästare som Magnus Carlsen, uttryckte sitt stöd för Kramnik.